# Колос (Бучач)
Колос (попередня назва — Колгоспник) — футбольна команда в місті Бучачі (Тернопільська область, Україна).

## Назви клубу
- «Колгоспник» Бучач (1965—1967)
- «Колос» Бучач (1968-)

## Історія

### «Золотий період»
Влітку 1965 року команда «Колгоспник» програла «Карпатам» (Брошнів) із рахунком 1:7 на виїзді. Присутній на матчі представник із Бучача О. Крючков запропонував тодішньому тренеру «Карпат» Петрові Савчуку зустрітися з керівництвом Бучацького району. Після перемовин із головою райвиконкому Олексієм Краснощоким тренер дав згоду на переїзд до Бучача, де працював до 1973 року. Разом із ним приїхали футболісти Мирон Корнилейко (Яворів), Богдан Зозук, Янош Гаврош (Закарпаття), Богдан Лагойда, Микола Кривенчук (Тисмениця), Ярослав Семанів (Брошнів). Через сімейні обставини Михайло Соломчак відклав переїзд. 

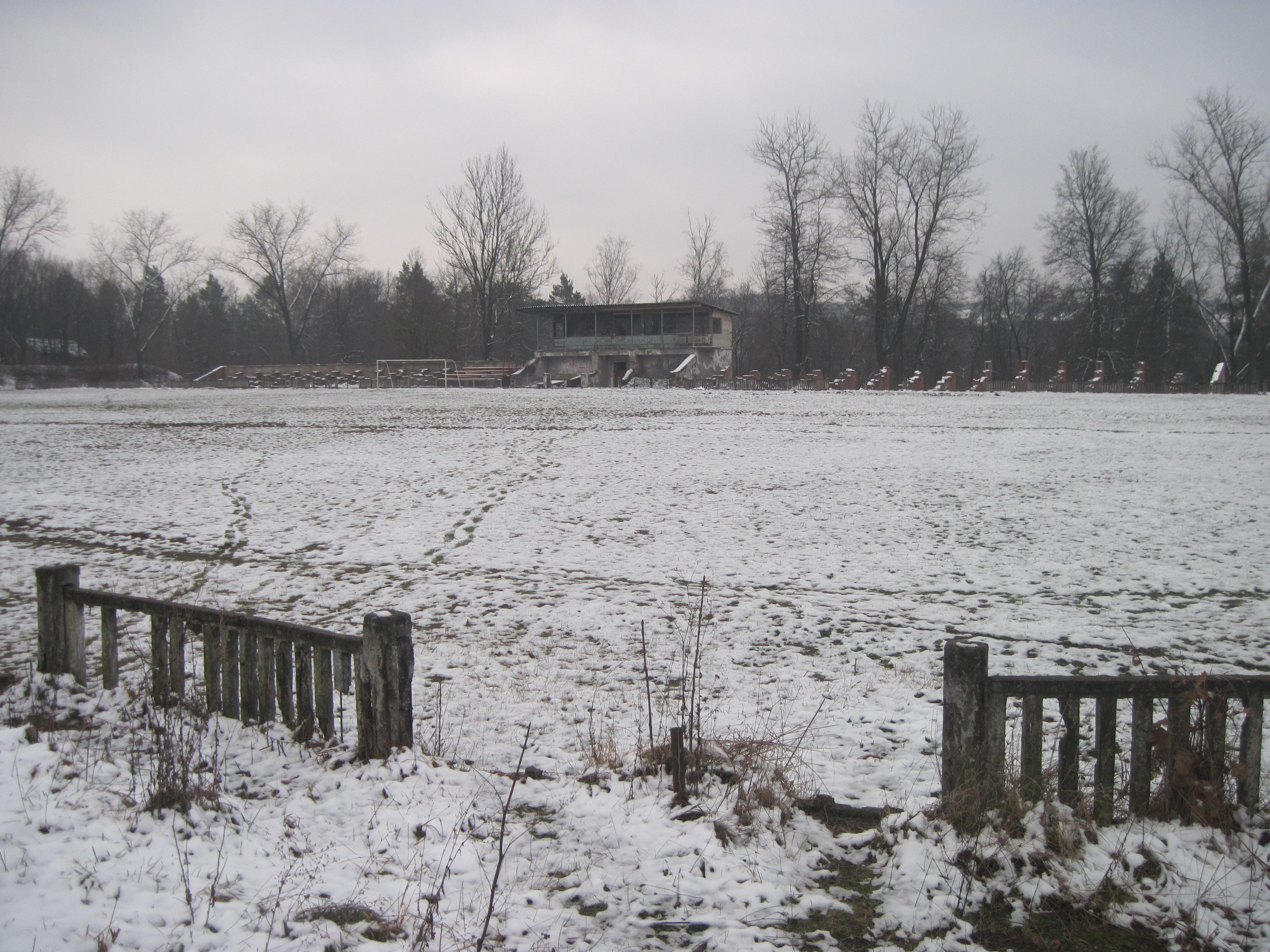
Стадіон «Колос» (старий), 2014

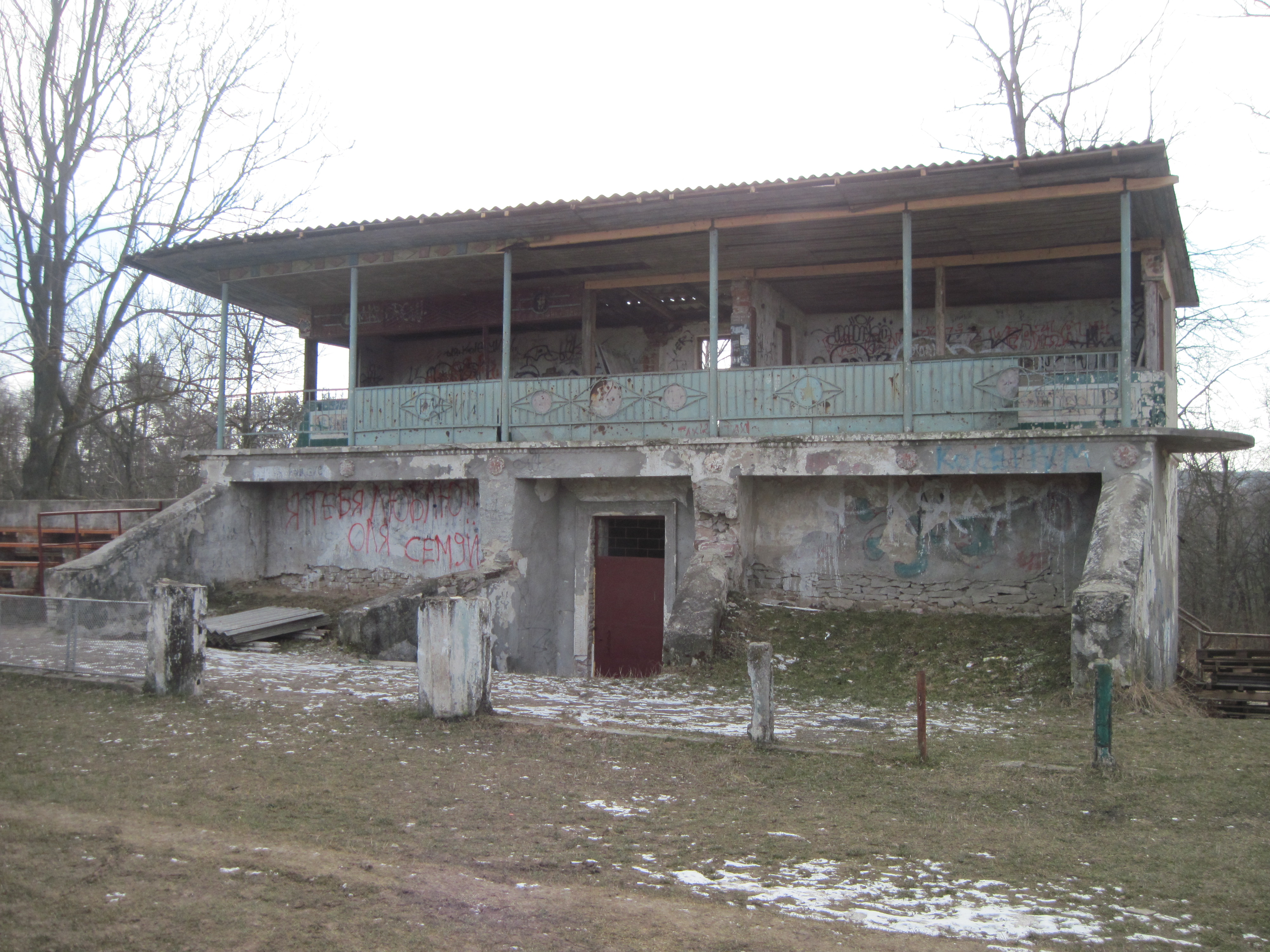
Центральна трибуна старого стадіону Колос, 2015

Команда виступала на республіканських та всесоюзних першостях під егідою Центральної ради добровільного спортивного товариства «Колгоспник» (ЦРДСТ «Колгоспник», нині «Колос»), серед колективів фізкультури, у змаганнях за кубок «Золотий колос» серед сільських колективів. У 1966—1973 роках — чемпіон УРСР у межах ДСТ «Колос» (до 1969 року ДССТ «Колгоспник»). Зіграла 100 матчів, здобула 59 перемог, 12 матчів зіграла внічию, 19 — програв; різниця м'ячів — 161:47 (результати 10-ти матчів не зафіксовані).
У середині сезону 1973 року тренер Петро Савчук переїхав працювати начальником тернопільського «Авангарду».
За бучацьку команду в 1965—1970 роках грав Володимир Прошкін,, 1970 року Михайло Шевчук, 1971 року Юрій Науменко. Деякий час — юний Петро Слободян.

### Подальші роки
Команда брала участь у переважній більшості чемпіонатів Тернопільщини, зокрема, 2013 року, не брала у 2015. Тренував команду деякий час Михайло Дем'янчук.

## Коротка хронологія
- 1962 — виграш Кубка Тернопільської області (вперше);
- 1965 — виграш Кубка Тернопільської області;
- 1966 — виграш Чемпіонату (вперше) і Кубка області, перемога на зональних (с. Іванівка, Берегівський район) та фінальних (Черкащина) всеукраїнських змаганнях ЦРДСТ «Колгоспник»;
- 1967 — виграш Чемпіонату області, перемога на зональних та фінальних всеукраїнських змаганнях ЦРДСТ «Колгоспник», 4-е місце на першості України серед команд колективів фізкультури (фінал у Ровеньках);
- 1968 — виграш Чемпіонату області, перемога на зональних та фінальних всеукраїнських змаганнях ЦРДСТ «Колгоспник», 2-е місце на розіграші кубку «Золотий колос», чемпіони України серед команд колективів фізкультури (фінал у Калуші);
- 1969 — виграш Чемпіонату області, перемоги на зональних (у м. Кіцмань) та фінальних (у Бучачі) всеукраїнських змаганнях ЦРДСТ «Колос», на зональних (у м. Камінна, Луганщина) та фінальних (у Бучачі) змаганнях розіграшу кубку «Золотий колос», 4-е місце на першості України серед команд колективів фізкультури (фінал у Кіровську, Луганщина);
- 1970 — виграш Чемпіонату області, перемога на зональних та фінальних всеукраїнських змаганнях ЦРДСТ «Колгоспник», перемога на зональних (селище Аукурі, Грузія, матч-відкриття з командою Грузії відвідав голова Федерації футболу ГРСР Борис Пайчадзе) та фінальних (у Коломиї) змаганнях розіграшу кубка «Золотий колос», вихід до фінальної частини першості серед КФК, від участі в якій відмовились через збіг строків проведення змагань із фінальною частиною розіграшу кубка «Золотий колос»; цікаво, що «Сокіл» (Львів), який замінив бучачан, став переможцем змагань;
- 1971 — виграш Чемпіонату області, перемога на зональних та фінальних (у Барвінковому, Харківщина) всеукраїнських змаганнях ЦРДСТ «Колгоспник»; перемога на зональних (Кретинга, Литва) та фінальних (у Краснодарі, Юрій Науменко в 5-и матчах забив 12 м'ячів) змаганнях розіграшу кубка «Золотий колос»; товариська гра з володарями Кубка СССР львівськими «Карпатами» в Бучачі перед зональними іграми на кубок «Золотий колос», перемога 4:2 (львів'яни грали «основою», щоправда, було важке поле);
- 1972 — участь у фінальній частині розіграшу кубка «Золотий колос», боролися за 5-6 місце (перед цим втратили провідних гравців);
- 2005, 21 серпня (неділя) — президентом клубу став Петро Гадз.[4]
- 2006 — володар Суперкубка імені Івана Вишневського, срібний призер, фіналіст Кубка області
- 2007 — 4-е місце,[5] під час першості якийсь час очолював таблицю[6][7];
- 2009 — учасник чемпіонату області (після першого кола — останнє місце)[8];
- 2014 — участь у першості (5-е місце[9]) та кубку області;
- 2015 — не заявлена на першість області[10].

## Досягнення
- Чемпіонат Тернопільської області
  -  Чемпіон(8): 1966, 1967, 1968, 1969, 1970, 1971, 1972, 1973.
  -  Срібний призер: 2006.
  -  Бронзовий призер: 1992, 1998.

- Кубок Тернопільської області
  -  Переможець: 1962, 1965, 1988, 1990.
  -  Фіналіст: 1993, 2007,

- Суперкубка імені Івана Вишневського
  -  Переможець: 2006.

- Золотий колос
  -  Переможець: 1969, 1970, 1971.

- Чемпіонат УРСР серед КФК
  -  Чемпіон: 1968
  -  Срібний призер: 1966.

## Відомі гравці
- Володимир Прошкін
- Роман Шподарунок
- Андрій Гринченко
- Михайло Шевчук
- Петро Слободян
- Михайло Мовчан
- Віталій Бадло
- Максим Фещук
- Тарас Дурай
- Юрій Захарків

## Тренери
- Петро Савчук (1965-1973)
- Роман Курдупель (2021-)